# Olhão
Olhão [oˈʎɐ̃ũ] (offiziell Olhão da Restauração) ist eine Stadt in Portugal mit 14.206 Einwohnern (Stand 19. April 2021). Olhão liegt an der sogenannten Sand-Algarve, dem Sotavento. So bezeichnet man den Landstrich, der sich zwischen dem Flughafen von Faro und der spanischen Grenze im Osten Portugals erstreckt.

## Geschichte
Das heutige Kreisgebiet gehörte zur römischen Provinz Lusitania. Die römische Brücke in Quelfes gehört zu den bedeutendsten Spuren aus dieser Zeit. Nachdem es seit dem frühen 8. Jahrhundert zum arabischen al-Andalus gehörte, wurde das Gebiet mit Abschluss der portugiesischen Reconquista um 1250 Teil des Königreich Portugals, ohne jedoch im Anschluss neu besiedelt worden zu sein.
Der heutige Ort wurde im 17. Jahrhundert durch sich hier ansiedelnde Fischer neu gegründet, die in einfachen Strohhütten lebten. Erst am Ende des 18. Jahrhunderts entstanden feste Steinhäuser nach maurischem Vorbild.
Ein Meilenstein in der Entwicklung von Olhão war der Sieg gegen die napoleonischen Invasionstruppen im Jahr 1808. Da sie dabei Vorreiter der Vertreibung der französischen Besatzer aus Portugal war, erhielt die Stadt den lyrischen Ehrentitel Olhão da Restauração (dt.: Olhão der Wiederherstellung) und wurde zur Vila (Kleinstadt) erhoben. König João VI (1767–1826) residierte zu diesem Zeitpunkt mit seinem Hof in Brasilien. Die gute Nachricht des Sieges wurde ihm durch eine Handvoll von „Olhanenser“ überbracht. Diese hatten sich in einer heldenhaften Reise in einem kleinen Boot, nur mit einer groben Seekarte ausgerüstet, auf den beschwerlichen Weg über den Atlantik gemacht. Der König zeigte sich aufgrund dieser Initiative dem Ort verbunden, was der Entwicklung zugutekam.

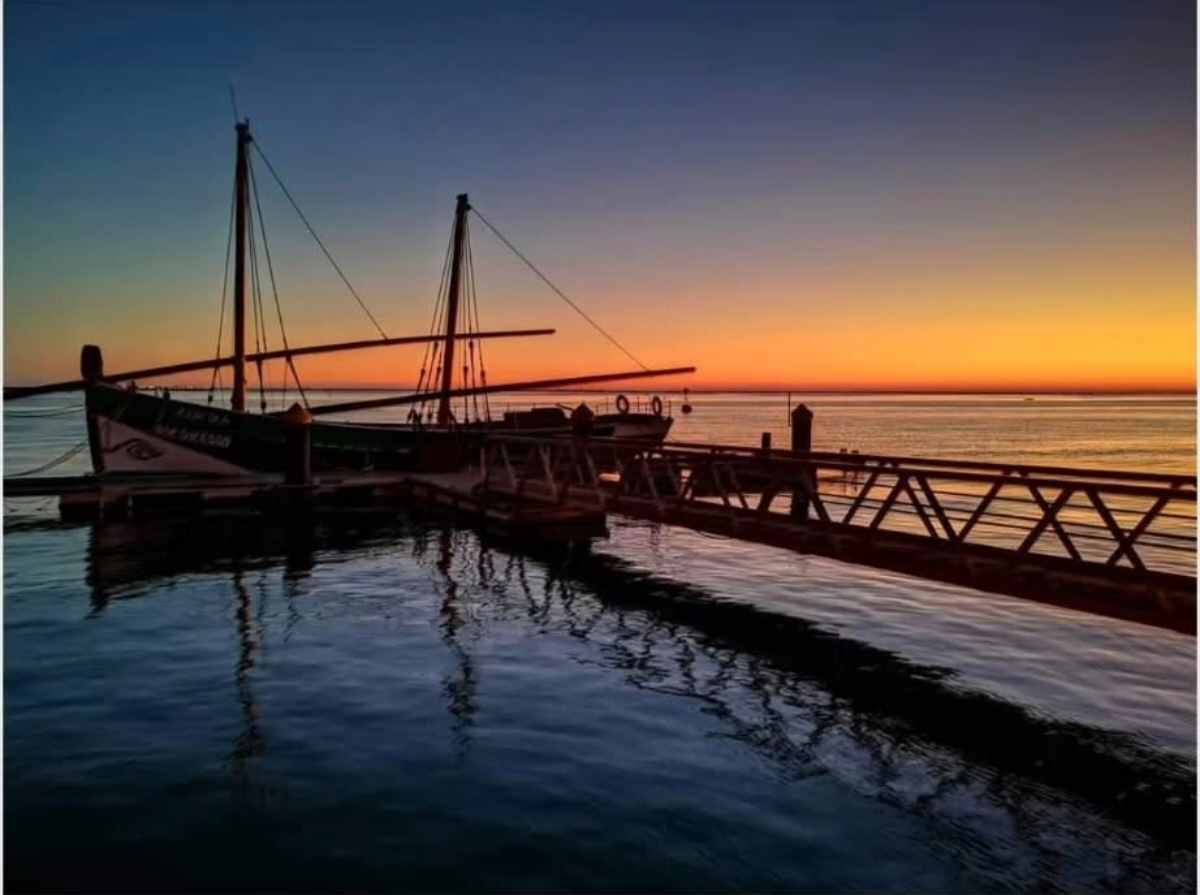
Caíque Bom Sucesso Olhão (P)

Seit Mitte des 20. Jahrhunderts hat man die Fischereiwirtschaft verstärkt ausgebaut. Olhão wurde 1985 zur Stadt (Cidade) erhoben.

## Kultur und Sehenswürdigkeiten
Innerhalb des Kreises von Olhão befindet sich der Naturpark Ria Formosa, der für seine einzigartige Vogelwelt bekannt ist und aufgrund von strengen Bauauflagen die touristische Entwicklung der Region beeinflusst.
Zu den zahlreichen Baudenkmälern zählen eine Reihe historischer öffentlicher Gebäude, verschiedene Wohnblocks des sozialen Wohnungsbaus des Estado-Novo-Regimes, die Festung aus dem 17. Jahrhundert, und zwei barocke Gemeindekirchen. Auch der historische Ortskern als Ganzes steht unter Denkmalschutz, und eine Gezeitenmühle ist etwas außerhalb zu besichtigen.
Das Museum Ecoteca-Museu João Lúcio ist ein Museum zur Ökologie und Natur der Region, das darüber hinaus zahlreiche regionale Umwelt-Initiativen entwickelt und unterstützt. Im städtischen Museum Museu Municipal sind, neben Wechselausstellungen, auch drei Dauerausstellungen zur römischen Geschichte des Kreises, zur Geschichte der Salinen des Ortes, und zur Seefahrt- und Fischereigeschichte Olhãos zu sehen.

## Sport
Im Ort ist der 1912 gegründete Sporting Clube Olhanense beheimatet. Seine Profi-Fußballmannschaft stieg 2009 in die erste portugiesische Liga auf. Er trägt seine Heimspiele im Estádio José Arcanjo aus. Auch Basketball, Radsport und Futsal werden im SC Olhanense betrieben.

## Verwaltung

### Kreis
Olhão da Restauração ist Verwaltungssitz eines gleichnamigen Kreises. Die Nachbarkreise sind (im Uhrzeigersinn im Norden beginnend): Tavira, Faro, São Brás de Alportel sowie der Atlantische Ozean.
Mit der Gebietsreform im September 2013 wurden die Gemeinden (Freguesias) Moncarapacho und Fuseta zur neuen Gemeinde União das Freguesias de Moncarapacho e Fuseta zusammengefasst. Der Kreis besteht seither aus den folgenden vier Gemeinden:

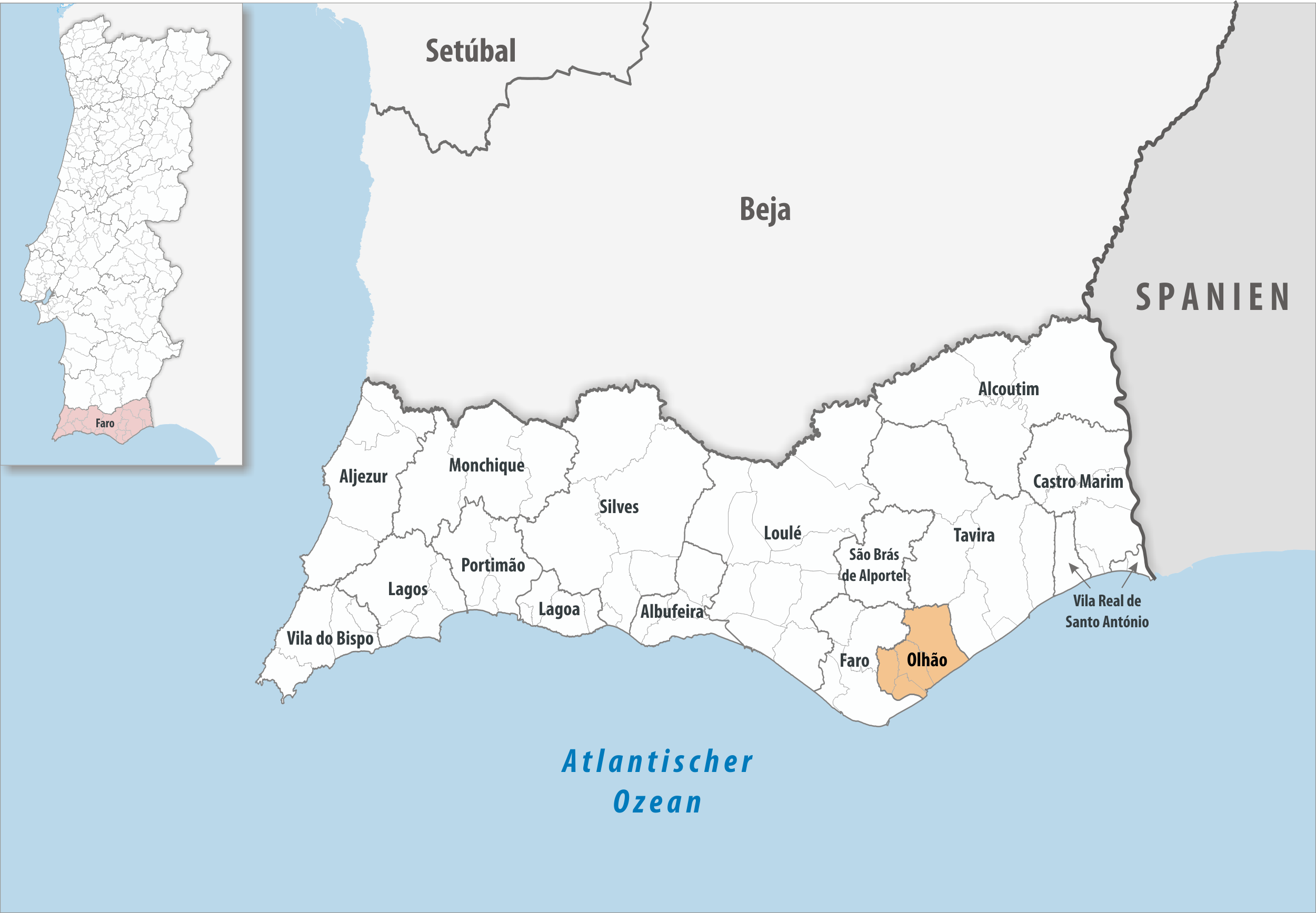
Kreis Olhão

| Gemeinde              | Einwohner (2021) | Fläche km² | Dichte Einw./km² | LAU- Code |
| --------------------- | ---------------- | ---------- | ---------------- | --------- |
| Moncarapacho e Fuseta | 9.267            | 70,63      | 131              | 081006    |
| Olhão                 | 14.206           | 12,25      | 1.160            | 081003    |
| Pechão                | 3.888            | 19,79      | 196              | 081004    |
| Quelfes               | 17.253           | 28,20      | 612              | 081005    |
| Kreis Olhão           | 44.614           | 130,87     | 341              | 0810      |

### Bevölkerungsentwicklung
| Einwohnerzahl im Kreis Olhão (1849–2011) | Einwohnerzahl im Kreis Olhão (1849–2011) | Einwohnerzahl im Kreis Olhão (1849–2011) | Einwohnerzahl im Kreis Olhão (1849–2011) | Einwohnerzahl im Kreis Olhão (1849–2011) | Einwohnerzahl im Kreis Olhão (1849–2011) | Einwohnerzahl im Kreis Olhão (1849–2011) | Einwohnerzahl im Kreis Olhão (1849–2011) | Einwohnerzahl im Kreis Olhão (1849–2011) |
| ---------------------------------------- | ---------------------------------------- | ---------------------------------------- | ---------------------------------------- | ---------------------------------------- | ---------------------------------------- | ---------------------------------------- | ---------------------------------------- | ---------------------------------------- |
| 1849                                     | 1900                                     | 1930                                     | 1960                                     | 1981                                     | 1991                                     | 2001                                     | 2011                                     |                                          |
| 11.934                                   | 24.276                                   | 27.664                                   | 30.871                                   | 34.573                                   | 36.812                                   | 40.808                                   | 45.396                                   |                                          |

### Kommunaler Feiertag
- 16. Juni

### Städtepartnerschaften
- Marokko: Agadir (seit 1993)
- Frankreich: Lesparre-Médoc (seit 1994)
- Frankreich: Montalivet-les-Bains (seit 1994)[10]

## Verkehr
Der Ort ist über die Bahnstrecke Linha do Algarve mit Lagos, Faro und Vila Real de Santo António verbunden.
Über die als Schnellstraße ausgebaute Nationalstraße N125 ist der Ort mit Faro verbunden, und mit dessen 12 km entfernte Anschlussstelle der Autobahn A22 (Ausfahrt Nr. 14).
Olhão ist in das landesweite Busnetz der Rede Expressos eingebunden.

## Fotos (Auswahl)

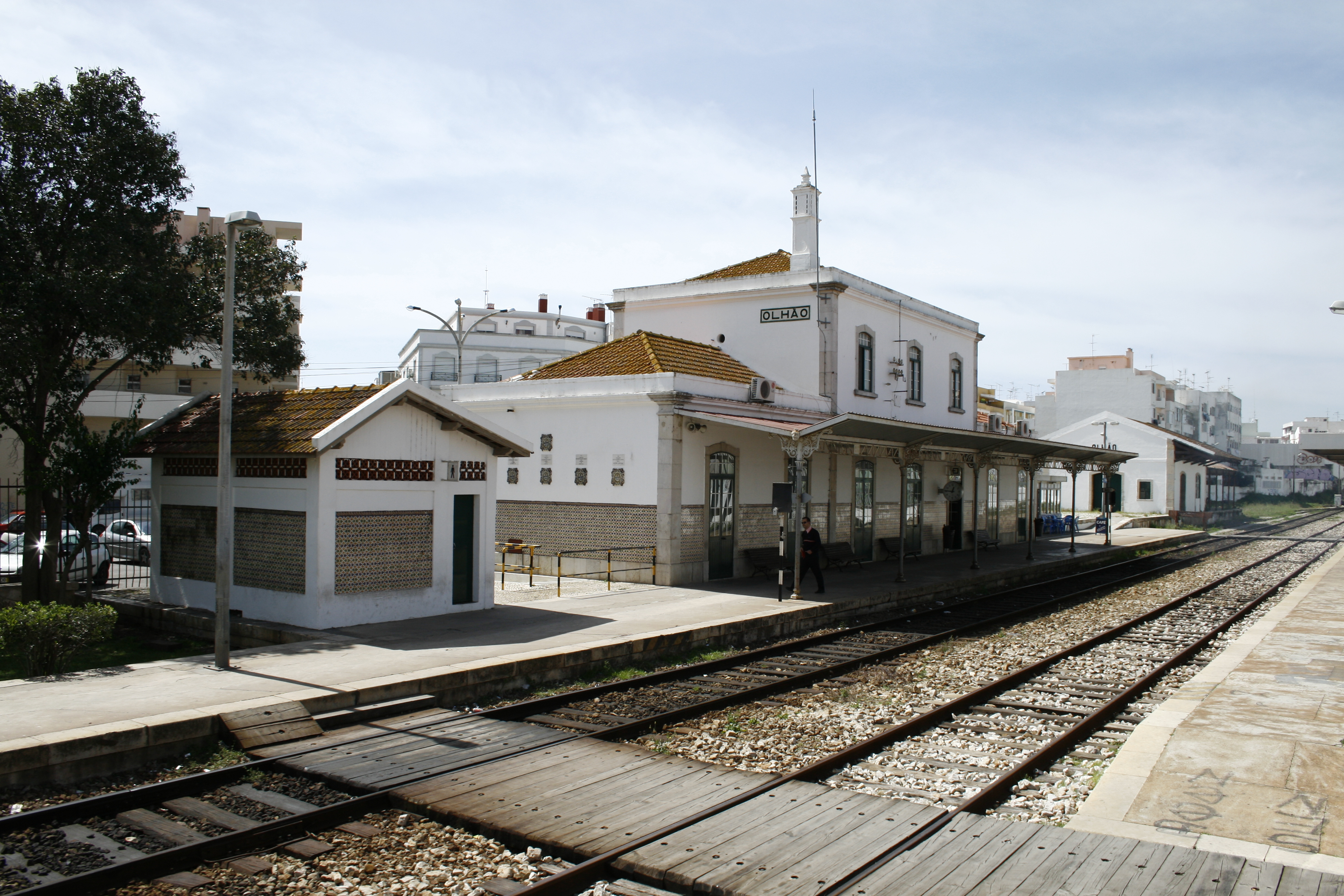
Der denkmalgeschützte Bahnhof von Olhão
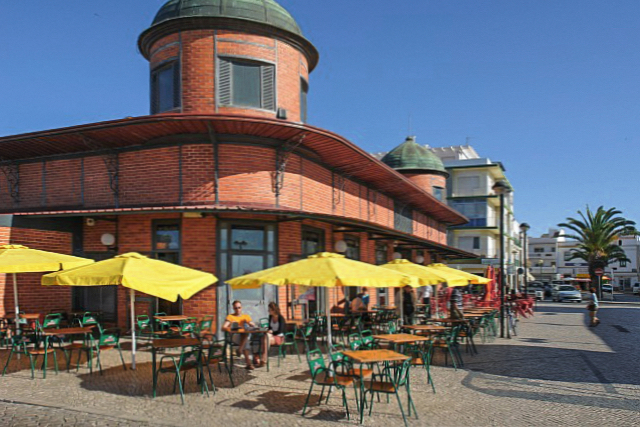
Markthalle im Ortskern
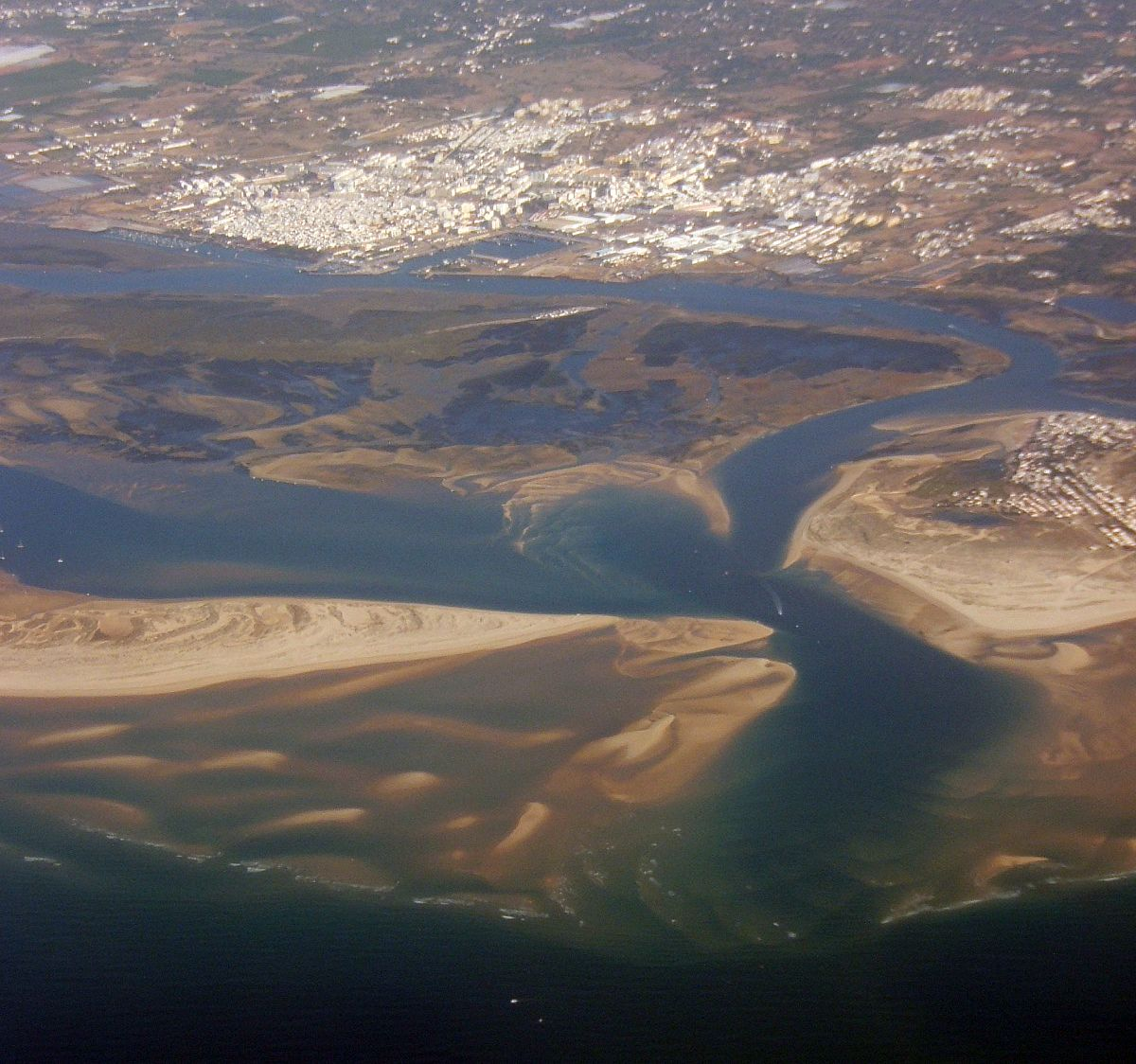
Luftbild
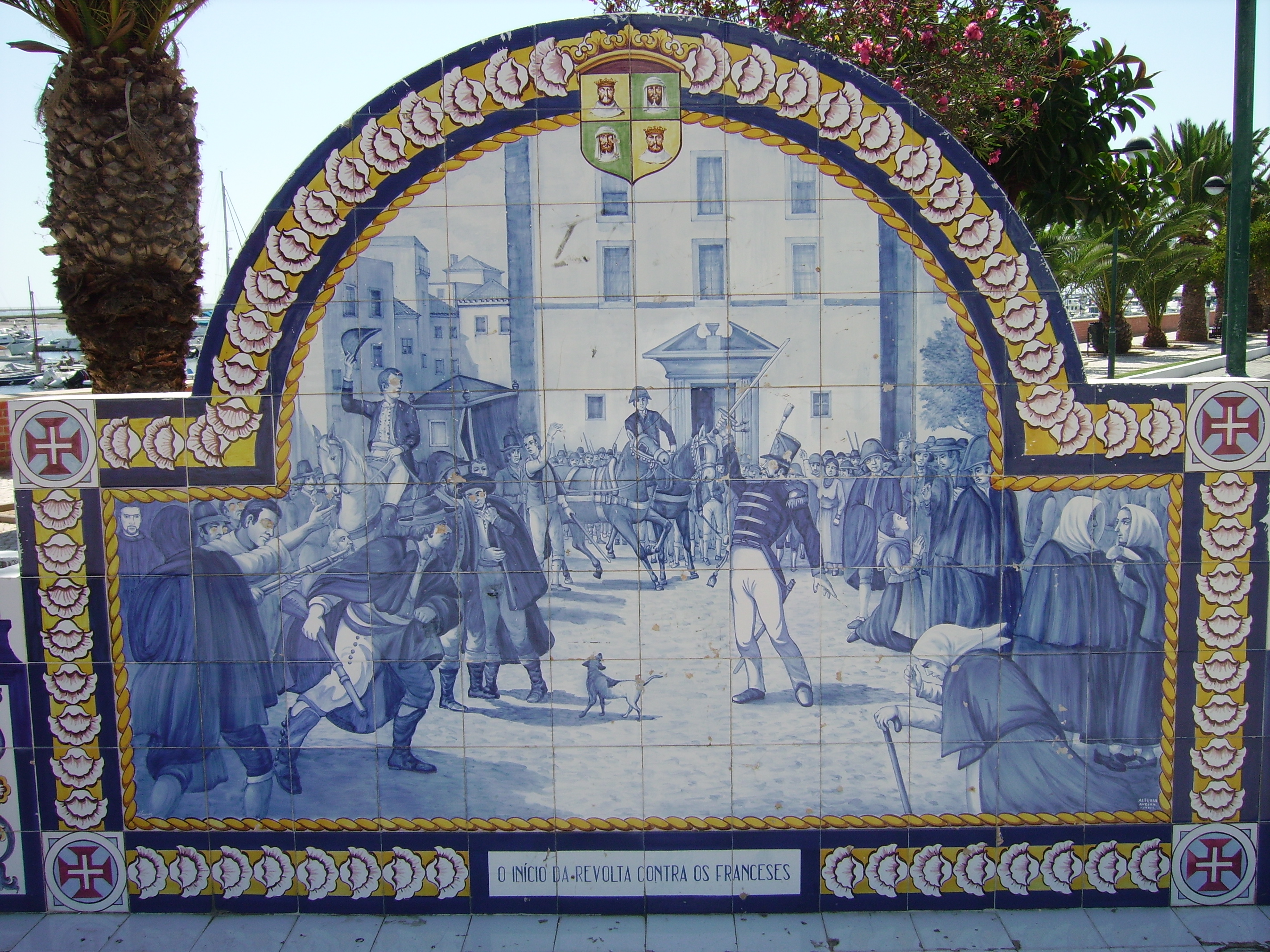
Azulejo-Bild zum Widerstand von 1808
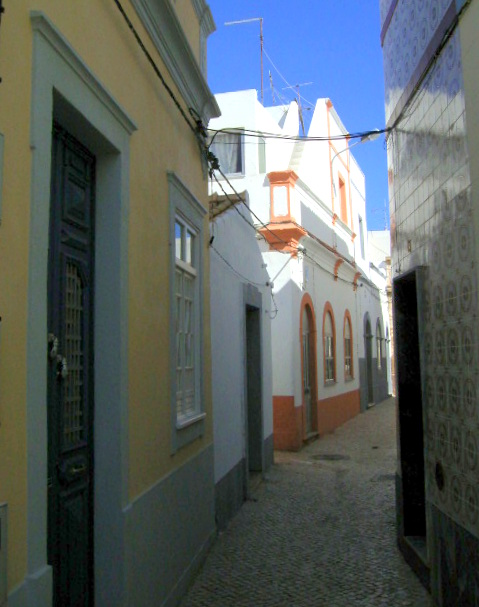
Im historischen Ortskern
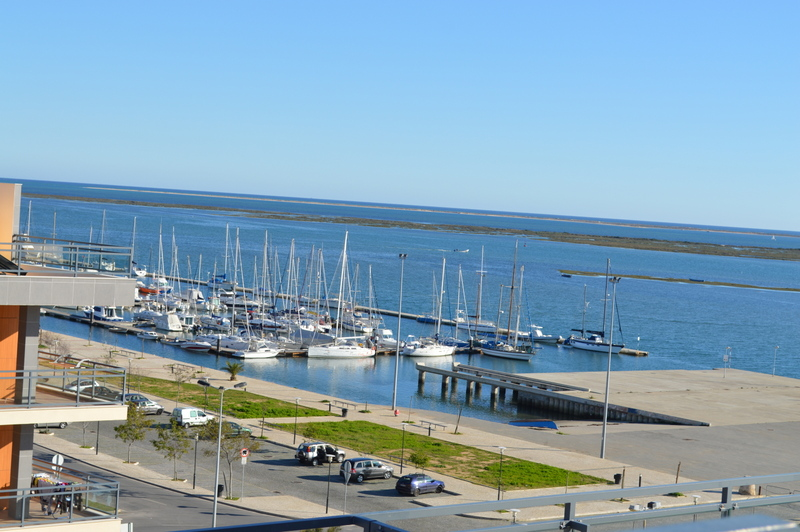
Die Marina von Olhão
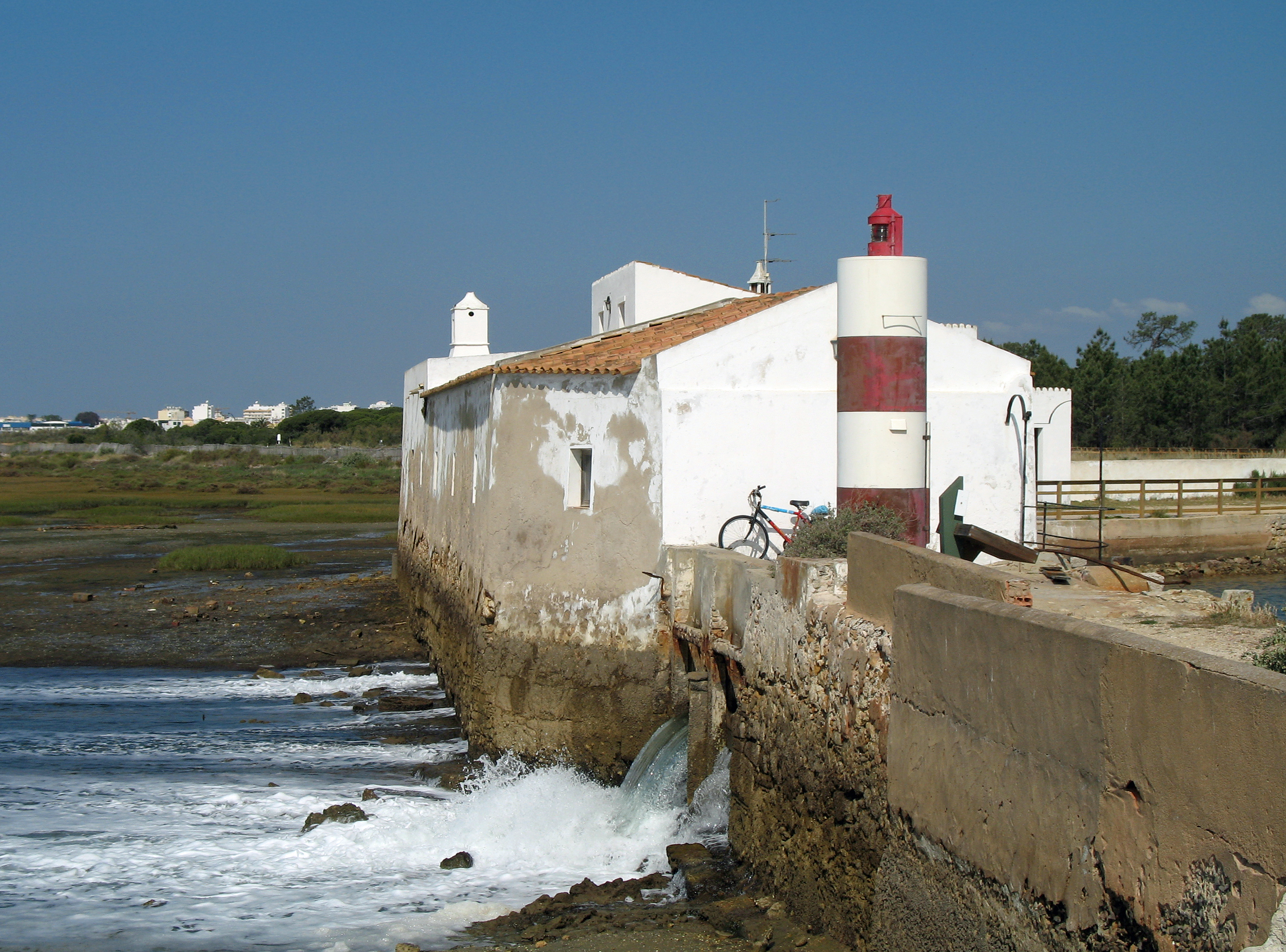
Gezeitenmühle

## Bekannte Söhne und Töchter der Stadt
- Estêvão de Vasconcelos (1868–1917), Arzt und Politiker
- João Lúcio Pousão Pereira (1880–1918), Dichter, Neffe des Malers Henrique Pousão
- Alberto Iria (1909–1992), Historiker
- Maria Barroso (1925–2015), Schauspielerin und Gattin von Mário Soares
- Eduardo Barbeiro (1932–2022), Schwimmer und Wasserballspieler
- António Macheira (1933–1957), Schriftsteller
- Mafalda Sofia (* 1943), Sängerin
- Cidália Moreira (* 1944), Schauspielerin und Fado-Sängerin
- Manuel Cajuda (* 1951), Fußballtrainer
- Nélson Vitorino (* 1975), Radrennfahrer
- Pete tha Zouk (* 1978), DJ und Musikproduzent
- Vasco Herculano Salgado Cunha Mango Fernandes (* 1986), Fußballspieler
- Gonçalo Ramos (* 2001), Fußballspieler